# Stade municipal de Jendouba
Le stade municipal de Jendouba (arabe : الملعب البلدي بجندوبة) est un stade polyvalent tunisien basé à Jendouba. Il accueille les matchs du club de Jendouba Sports. Fondé en 1992, sa capacité est de 4 000 places assises.